# Solfège

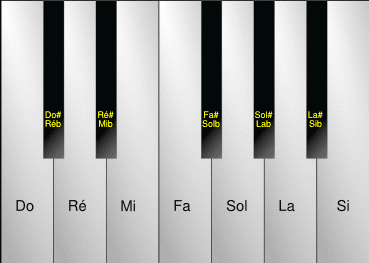
Notes de musique sur un clavier de piano

Le solfège est une méthode d'apprentissage de la musique, faite d'exercices de lecture et d'audition musicales. Dans la pratique, cette méthode est centrée sur l'apprentissage du système de notation et constitue la base de l'éducation musicale dans la musique occidentale.
Le solfège sert à la pratique du chant ou d'un instrument, à l'étude théorique des œuvres musicales et à la composition. L'interprétation d'une partition tout particulièrement passe par la lecture à vue, l'écoute intérieure, la reproduction des hauteurs et la réalisation des rythmes, des nuances et des modes de jeu. Dans la théorie, le solfège étudie les dimensions rythmiques, mélodiques et harmoniques.
Dans les écoles de musique et conservatoires français, le terme solfège a été remplacé en 1977 par l'intitulé formation musicale (FM), changement qui a accompagné une réforme de son enseignement fondée sur l'idée que  « partir de la musique pour en découvrir le langage et ses techniques est plus formateur qu'une étude analytique abstraite, élément par élément, desséchante par définition dont l'usage démontre qu'elle tourne souvent le dos au but à atteindre : la connaissance et l'apprentissage de la musique » (Ministère de la culture, texte de la réforme du solfège, 1977).

## Histoire
Depuis le Moyen Âge, l'apprentissage de la lecture musicale est dénommé solfège — de l'italien solfeggio, lui-même dérivé des noms de notes sol et fa. On attribue généralement l'origine du solfège à Guido d'Arezzo, moine italien du XIe siècle, qui aurait inventé ce procédé dans le but de faciliter l'enseignement du chant aux autres moines de son monastère.

## Musique occidentale
On entend généralement par musique occidentale la musique, savante ou populaire, écrite et pratiquée dans les pays européens ou d'influence européenne, de Charlemagne à nos jours.
De cette définition, il convient toutefois d'exclure — sur le plan du solfège — certaines créations du XXe siècle échappant aux règles de la métrique et de la tonalité et possédant, le cas échéant leur propre système de notation, telles que musique concrète, musique aléatoire, etc.
Une des singularités de la musique occidentale est d'être dotée d'un système de notation d'une très grande précision appelé solfège. Ce système est si complexe que l'étude de la lecture musicale est devenue une discipline à part et incontournable, au même titre que l'étude de la technique instrumentale ou vocale proprement dite.
Le solfège occidental se limite aux demi-tons, contrairement aux musiques d'Afrique, d'Asie (notamment arabe, persane, indienne hindoustanie ou carnatique, turque) ou d'Europe de l'Est, (notamment Balkans, depuis au moins la Grèce antique), qui contiennent des quarts de ton. Il n'est donc pas possible de noter ces musiques à l'aide de ce solfège. L'ouverture des influences musicales à la fin du XXe siècle a permis à la musique moderne occidentale de réintégrer ces quarts de ton et le solfège classique a évolué vers de nouveaux types de notation.